# Đặt hàng trước
Đặt hàng trước là một đơn đặt hàng cho một mặt hàng chưa được phát hành. Ý tưởng đặt hàng trước đến vì mọi người thấy khó để có được các mặt hàng phổ biến trong các cửa hàng vì sự nổi tiếng của chúng. Các công ty sau đó đã có ý tưởng cho phép khách hàng để dự trữ bản sao cá nhân của riêng mình trước khi phát hành, đó là một thành công lớn.
Đơn đặt hàng trước cho phép người tiêu dùng đảm bảo lô hàng ngay lập tức được phát hành, nhà sản xuất có thể đánh giá số lượng nhu cầu sẽ có và do đó xác định quy mô của hoạt động sản xuất ban đầu và người bán có thể yên tâm về doanh thu tối thiểu. Ngoài ra, tỷ lệ đặt hàng trước cao có thể được sử dụng để tăng doanh thu nhiều hơn nữa

## Ưu đãi đặt hàng trước
Ưu đãi đặt hàng trước, còn được gọi là tiền thưởng đặt hàng trước, là chiến thuật tiếp thị trong đó nhà bán lẻ hoặc nhà sản xuất / nhà xuất bản sản phẩm (thường là một cuốn sách hoặctrò chơi điện tử) khuyến khích người mua đặt trước bản sao của sản phẩm tại cửa hàng trước khi phát hành.
Lý do khác nhau, nhưng thông thường, nhà xuất bản muốn đảm bảo bán hàng ban đầu mạnh mẽ cho sản phẩm và khuyến khích được sử dụng để tạo ra người mua có thể chờ đợi đánh giá tích cực hoặc thời gian mua sắm cụ thể như mùa lễ, để cam kết mua hàng. Đã thanh toán một phần hoặc toàn bộ giao dịch mua khi đặt hàng, người tiêu dùng thường sẽ hoàn tất giao dịch ngay sau khi phát hành sản phẩm, thường vào ngày đầu tiên tại cửa hàng. Các cửa hàng cá nhân hoặc chuỗi bán lẻ cũng có thể cung cấp tiền thưởng cho một sản phẩm được mong đợi phổ biến để đảm bảo rằng khách hàng chọn mua tại vị trí đó, thay vì từ một đối thủ cạnh tranh.
Tiền thưởng đặt trước có thể đơn giản như chiết khấu trên giá mua của mặt hàng hoặc các hàng hóa liên quan khác, một chiến lược tiếp thị khác, hoặc nó có thể là một mặt hàng thực tế hoặc một bộ mặt hàng. Các mặt hàng có thể là hàng hóa liên quan hoặc các mặt hàng độc quyền chỉ có sẵn thông qua chương trình đặt hàng trước.

## Trong trò chơi video
Cho đến khoảng năm 2000, phương pháp phân phối chính cho trò chơi điện tử là thông qua phương tiện vật lý như CD-ROM, DVD hoặc hộp đựng trò chơi, bao gồm hướng dẫn đóng gói và hướng dẫn. Chuẩn bị đủ bản sao cho các nhà cung cấp để mua và bán cho người tiêu dùng trong ngày phát hành yêu cầu một lượng đáng kể dự báo thị trường. Các tập phim trong quá khứ của ngành công nghiệp, chẳng hạn như vụ tai nạn trò chơi điện tử năm 1983, đã khiến các nhà xuất bản cảnh giác với việc sản xuất vượt trội để tránh tình trạng dẫn đến việc chôn cất trò chơi video Atari. Mặt khác, có quá ít bản sao có sẵn khi ra mắt trò chơi có thể dẫn đến sự không hài lòng của người tiêu dùng.
Các nhà bán lẻ như GameStop và Amazon.com phát hiện vào đầu những năm 2000 rằng cơ chế đặt hàng trước đã giúp dự báo, vì họ có thể đặt hàng một số lượng hợp lý các bản sao trò chơi mới dựa trên sở thích đặt hàng trước, giúp các nhà xuất bản xác định có bao nhiêu đơn vị vật lý để tạo ra. Sau đó, đơn đặt hàng trước thường được đặt bằng cách cung cấp cho nhà cung cấp một phần nhỏ chi phí của trò chơi để giữ đặt chỗ của họ (chẳng hạn như $ 5 hoặc $ 10 trên một trò chơi $ 50), với bảo đảm họ sẽ nhận được bản sao của họ vào ngày phát hành sau khi thanh toán số tiền còn lại cân đối. Các nhà bán lẻ sẽ có thể sử dụng tiền đặt trước đối với các khoản đầu tư khác, tích lũy một số lãi vào phí đặt hàng trước.
Khi thị trường trò chơi điện tử phát triển với một số series nổi tiếng như Call of Duty và Grand Theft Auto, các nhà xuất bản sẽ chuẩn bị bằng cách in các trò chơi lớn và sẵn sàng giao hàng đến các nhà bán lẻ để người tiêu dùng thậm chí không đặt hàng trước có thể nhận được một bản sao trong vòng một hoặc hai ngày phát hành, phủ nhận các trình điều khiển chính để đặt hàng trước. Hơn nữa, phân phối kỹ thuật số loại bỏ sự cần thiết cho các phiên bản bán lẻ bắt đầu cất cánh, vì có hiệu quả không có khối lượng cố định của bản sao kỹ thuật số.
Sau đó, nhà phát hành và bán lẻ bắt đầu chuyển sang các phương pháp khác để khuyến khích đặt hàng trước. Các nhà phát hành đã tạo các gói phiên bản giới hạn có thể bao gồm các mục vật lý bổ sung với trò chơi, chẳng hạn như sách nghệ thuật, CD nhạc hoặc hình tượng nhỏ của các nhân vật trong trò chơi. Các ấn bản như vậy sẽ chỉ được xuất bản với số lượng hạn chế khuyến khích người tiêu dùng đặt trước sớm để đặt trước. Bán lẻ làm đại lý với nhà xuất bản để cho phép nội dung duy nhất cho trò chơi mà chỉ có thể nhận được bằng đơn đặt hàng trước thông qua nhà cung cấp đó.
Đặt hàng trước là một phần của hầu hết các bản phát hành chính nhưng bây giờ là một điểm đáng kể về tranh chấp. Một số người tiêu dùng tin rằng đặt hàng trước là một sự lãng phí và không tin rằng bất kỳ loại khuyến khích nào thực sự đáng giá gấp đôi đôi khi mức giá gốc cho một số tiền thưởng đặt hàng trước trong trò chơi kỹ thuật số nhất định, có thể được phát hành miễn phí nội dung có thể tải xuống đôi khi sau bản phát hành gốc của trò chơi. Những người khác đã chỉ ra rằng với quy trình đặt hàng trước, nhà phát hành có thể đảm bảo việc bán trò chơi cho những người tiêu dùng đó một cách hiệu quả và có thể giải phóng trò chơi ở trạng thái chưa hoàn thành hoặc thiếu một số tính năng nhất định cho đối tượng bị giam giữ đó, nhưng không có đơn đặt hàng trước đánh giá về một trò chơi được phát hành ở trạng thái như vậy sẽ làm tổn hại đến doanh số bán hàng của họ. Chính điều đó sau đó dẫn đến các vấn đề về quảng bá và tiếp thị cách bán trò chơi nhằm đạt được các đơn đặt hàng trước, điều này có thể dẫn đến một số hành vi lừa đảo tiềm ẩn. Trong một số trường hợp, trò chơi có thể bị trì hoãn đáng kể hoặc thậm chí bị hủy, khiến quá trình đặt hàng trước vô dụng.